# Reagenční láhev

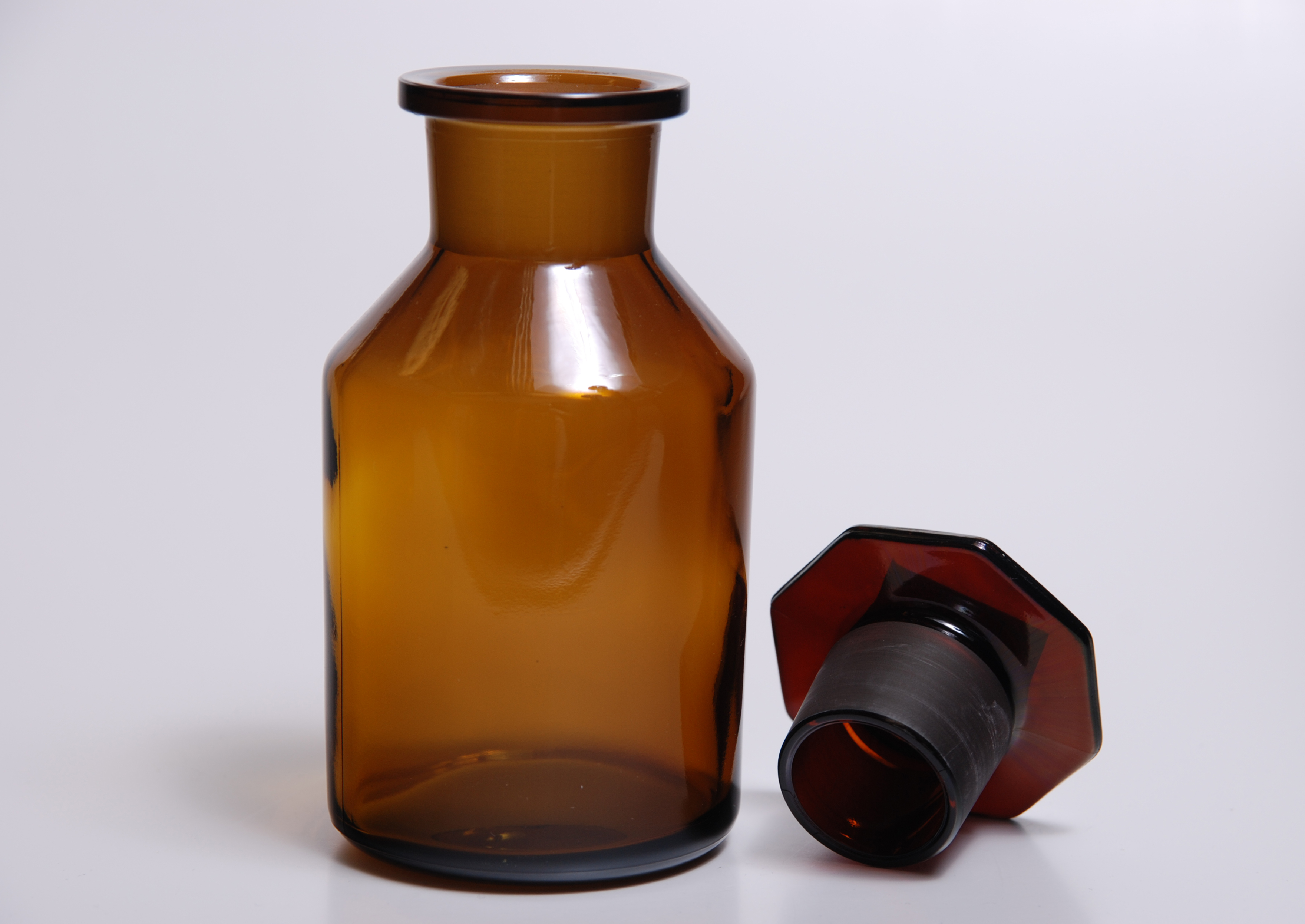
Reagenční láhev z hnědého skla se zábrusovou zátkou

Reagenční láhev je skleněná laboratorní nádoba válcového tvaru, opatřená zábrusem a hermeticky uzavřená zábrusovou zátkou. Sklo je obvykle sodnovápenaté či borosilikátové, čiré či hnědé pro ochranu chemikálií před světlem. Slouží k uchovávání látek v kapalném skupenství a roztoků, na rozdíl od prachovnice. Má užší hrdlo, než prachovnice. Zábrus brání vniknutí vzduchu a vlhkosti a brání úniku plynů zevnitř. V případě potřeby se přelepuje například parafilmem. Pro těkavé látky se používá dvojitý uzávěr.